# Miguel Valverde
Miguel Valverde Botello (La Paz, Bolivia; 1973) es un actor, director, guionista y cineasta boliviano.
Miguel Valverde nació el año 1973 en la ciudad de La Paz. Realizó sus estudios primarios y secundarios en su ciudad natal. Continuó con sus estudios en la Escuela de Cine y Televisión de San Antonio de los Baños en Cuba. 
Su figura pasó a la fama nacional a los 32 años de edad, por su papel desempeñado en la película ¿Quién mató a la llamita blanca? del año 2005 (estrenada en 2006). En ella, Miguel Valverde representa a "Jacinto", un tortolito dedicado al narcotráfico. Años después, en 2008, Miguel Valverde realizaría Airamppo un largometraje de ficción experimental codirigido junto a Alexander Muñoz. Esta producción sería ganadora del premio a mejor película del Festival de Cine Latinoamericano de Flandes, en Bélgica el año 2009. 
Miguel Valverde es fundador del T.A.F.A: Taller ambulante de formación audiovisual, del Cine foro La mirilla y del Colectivo 4.º negro cultura cinematográfica, todas ellas organizaciones independientes dedicadas a la formación audiovisual y difusión de películas de diferente género.
Director desde la cámara, realizó largometrajes, cortometrajes y mediometrajes experimentales, documentales y ficción, con influencia del cine dogma, producciones independientes que fueron rodados entre 1997, 2014, 2021. Algunos de ellos, como “Posesión” y “La Encomienda”, merecieron galardones en los concursos Amalia de Gallardo en La Paz y de la Alianza Francesa en Cochabamba. 
Además de “Airamppo” y de sus cortos y mediometrajes, Miguel Valverde ha estado involucrado como director de fotografía en otras películas bolivianas, como “Evo Pueblo” (estrenada en 2008) y escribió la idea original del film “Hospital Obrero” (estrenada en 2009). También incursionó como actor de teatro con representativos directores contemporáneos bolivianos.